# Cophinopoda andrewsi
Cophinopoda andrewsi là một loài ruồi trong họ Asilidae. Cophinopoda andrewsi được Oldroyd miêu tả năm 1964. Loài này phân bố ở miền Australasia và miền Ấn Độ - Mã Lai.